# リーグチャンピオンシップシリーズ
リーグチャンピオンシップシリーズ（英: League Championship Series, LCS）またはリーグ優勝決定シリーズ（リーグゆうしょうけっていシリーズ）は、メジャーリーグベースボールにおけるナショナルリーグ、アメリカンリーグの優勝チーム決定戦。ポストシーズンゲームの第3ラウンドである。
ナショナルリーグ（National League Championship Series , NLCS）と、アメリカンリーグ（American League Championship Series , ALCS）でそれぞれ開催される。両リーグのディビジョンシリーズ（地区シリーズ）を勝ち上がったチーム（1969年 - 1993年は両リーグの東西それぞれの地区優勝チーム）によって争われ、勝利したチームがリーグ優勝となりワールドシリーズに進出する。

## 歴史・制度
1968年以前にも2球団が同率で並んだ場合は実施されていたが、ここでは1969年から行われている現行制度について説明する。
1969年にエクスパンション（en）で4球団が誕生して両リーグ共に10球団から12球団に増加し、レギュラーシーズンは主に所属球団の本拠地によって東西2地区に分け、各地区で優勝を争う方式へと変更となった。レギュラーシーズン終了後、地区優勝チーム同士でリーグ優勝を決定するために行われるのがリーグチャンピオンシップシリーズである。
当初は5回戦制（3戦先勝制）であったが、1985年から現在の7回戦制（4戦先勝制）となる。1994年から両リーグが東中西3地区制となり、各地区の優勝チームと、各地区の2位チームの中で最も勝率の高いチームがワイルドカードとしてポストシーズンに進出することになった。よって地区優勝していないチームがリーグ優勝、即ちワールドシリーズに進出することも可能になった（1994年は232日間に及ぶ長期ストライキの影響でシーズンが打ち切りとなり、ポストシーズンも中止された）。開催順はワールドシリーズと同じく2試合-3試合-2試合である（5回戦制時代は2試合-3試合で行われた）。
1998年からはレギュラーシーズンの勝率が高い方のチームが第1・2・6・7戦を本拠地で戦うホームアドバンテージを得る。ただしワイルドカードのチームが進出した場合は、勝率で上回っていても地区優勝したチームにアドバンテージが与えられる。
1997年まではホームアドバンテージを地区によって持ち回る方式であった。2地区制であった1993年までは奇数年はナショナルリーグ東地区とアメリカンリーグ西地区、偶数年はナショナルリーグ西地区とアメリカンリーグ東地区が得ていた(ただし1985年のみ逆)。ホームアドバンテージを得た地区は5回戦制(1984年まで)では第3・4・5戦を、7回戦制(1985年から)では第1・2・6・7戦を本拠地で戦う。
3地区制となった1994年からは以下の通り。そのチームがディビジョンシリーズで敗れた場合は、その破った相手がホームアドバンテージを得るが、ワイルドカードチームに敗れた場合は対戦チームにホームアドバンテージが移る。

1994年；上記の通り中止

1995年：ナショナルリーグ中地区優勝チーム、アメリカンリーグ西地区優勝チーム

1996年：ナショナルリーグ東地区優勝チーム、アメリカンリーグ中地区優勝チーム

1997年：ナショナルリーグ西地区優勝チーム、アメリカンリーグ東地区優勝チーム

ナショナルリーグでは1977年から、アメリカンリーグでも1980年からシリーズMVPが選出・表彰されるようになった。
指名打者制についてはレギュラーシーズンと同様、ナショナルリーグでは2019年までと、2021年は採用されなかったが、2020年と2022年以降では採用されている。アメリカンリーグでは全試合で採用する。
第2戦と第3戦の間および、第5戦と第6戦の間には1日移動日を設ける(ただし、中止が発生した場合は移動日を割愛することがある)。
なお2020年は新型コロナウイルス感染拡大防止対策を理由として、ワイルドカードを含む各リーグのポストシーズンへのノミネートを8チームに拡大し、集中開催とする観点から、従来の試合方式を維持しつつ中立地開催とし、アメリカン・リーグはペトコ・パーク、ナショナル・リーグはグローブライフ・フィールドのそれぞれ1会場で開催し、かつ休養日を設けずに開催される。。

## 勝利チーム
- ナ・リーグ最多優勝回数：25回 ロサンゼルス・ドジャース
- ア・リーグ最多優勝回数：41回 ニューヨーク・ヤンキース

| ワールドシリーズ優勝 | ワイルドカード | ワイルドカードから ワールドシリーズ優勝 |

| 年度 | ナショナルリーグ（NLCS）              | ナショナルリーグ（NLCS）              | ナショナルリーグ（NLCS）              |                                       | アメリカンリーグ（ALCS）              | アメリカンリーグ（ALCS）              | アメリカンリーグ（ALCS）              |
| 年度 | 勝利チーム                            | 勝敗                                  | 敗戦チーム                            |                                       | 勝利チーム                            | 勝敗                                  | 敗戦チーム                            |
| ---- | ------------------------------------- | ------------------------------------- | ------------------------------------- | ------------------------------------- | ------------------------------------- | ------------------------------------- | ------------------------------------- |
| 1969 | ニューヨーク・メッツ                  | 3-0                                   | アトランタ・ブレーブス                |                                       | ボルチモア・オリオールズ              | 3-0                                   | ミネソタ・ツインズ                    |
| 1970 | シンシナティ・レッズ                  | 3-0                                   | ピッツバーグ・パイレーツ              |                                       | ボルチモア・オリオールズ              | 3-0                                   | ミネソタ・ツインズ                    |
| 1971 | ピッツバーグ・パイレーツ              | 3-1                                   | サンフランシスコ・ジャイアンツ        |                                       | ボルチモア・オリオールズ              | 3-0                                   | オークランド・アスレチックス          |
| 1972 | シンシナティ・レッズ                  | 3-2                                   | ピッツバーグ・パイレーツ              |                                       | オークランド・アスレチックス          | 3-2                                   | デトロイト・タイガース                |
| 1973 | ニューヨーク・メッツ                  | 3-2                                   | シンシナティ・レッズ                  |                                       | オークランド・アスレチックス          | 3-2                                   | ボルチモア・オリオールズ              |
| 1974 | ロサンゼルス・ドジャース              | 3-1                                   | ピッツバーグ・パイレーツ              |                                       | オークランド・アスレチックス          | 3-1                                   | ボルチモア・オリオールズ              |
| 1975 | シンシナティ・レッズ                  | 3-0                                   | ピッツバーグ・パイレーツ              |                                       | ボストン・レッドソックス              | 3-0                                   | オークランド・アスレチックス          |
| 1976 | シンシナティ・レッズ                  | 3-0                                   | フィラデルフィア・フィリーズ          |                                       | ニューヨーク・ヤンキース              | 3-2                                   | カンザスシティ・ロイヤルズ            |
| 1977 | ロサンゼルス・ドジャース              | 3-1                                   | フィラデルフィア・フィリーズ          |                                       | ニューヨーク・ヤンキース              | 3-2                                   | カンザスシティ・ロイヤルズ            |
| 1978 | ロサンゼルス・ドジャース              | 3-1                                   | フィラデルフィア・フィリーズ          |                                       | ニューヨーク・ヤンキース              | 3-1                                   | カンザスシティ・ロイヤルズ            |
| 1979 | ピッツバーグ・パイレーツ              | 3-0                                   | シンシナティ・レッズ                  |                                       | ボルチモア・オリオールズ              | 3-1                                   | カリフォルニア・エンゼルス            |
| 1980 | フィラデルフィア・フィリーズ          | 3-2                                   | ヒューストン・アストロズ              |                                       | カンザスシティ・ロイヤルズ            | 3-0                                   | ニューヨーク・ヤンキース              |
| 1981 | ロサンゼルス・ドジャース              | 3-2                                   | モントリオール・エクスポズ            |                                       | ニューヨーク・ヤンキース              | 3-0                                   | オークランド・アスレチックス          |
| 1982 | セントルイス・カージナルス            | 3-0                                   | アトランタ・ブレーブス                |                                       | ミルウォーキー・ブルワーズ            | 3-2                                   | カリフォルニア・エンゼルス            |
| 1983 | フィラデルフィア・フィリーズ          | 3-1                                   | ロサンゼルス・ドジャース              |                                       | ボルチモア・オリオールズ              | 3-1                                   | シカゴ・ホワイトソックス              |
| 1984 | サンディエゴ・パドレス                | 3-2                                   | シカゴ・カブス                        |                                       | デトロイト・タイガース                | 3-0                                   | カンザスシティ・ロイヤルズ            |
| 1985 | セントルイス・カージナルス            | 4-2                                   | ロサンゼルス・ドジャース              |                                       | カンザスシティ・ロイヤルズ            | 4-3                                   | トロント・ブルージェイズ              |
| 1986 | ニューヨーク・メッツ                  | 4-2                                   | ヒューストン・アストロズ              |                                       | ボストン・レッドソックス              | 4-3                                   | カリフォルニア・エンゼルス            |
| 1987 | セントルイス・カージナルス            | 4-3                                   | サンフランシスコ・ジャイアンツ        |                                       | ミネソタ・ツインズ                    | 4-1                                   | デトロイト・タイガース                |
| 1988 | ロサンゼルス・ドジャース              | 4-3                                   | ニューヨーク・メッツ                  |                                       | オークランド・アスレチックス          | 4-0                                   | ボストン・レッドソックス              |
| 1989 | サンフランシスコ・ジャイアンツ        | 4-1                                   | シカゴ・カブス                        |                                       | オークランド・アスレチックス          | 4-1                                   | トロント・ブルージェイズ              |
| 1990 | シンシナティ・レッズ                  | 4-2                                   | ピッツバーグ・パイレーツ              |                                       | オークランド・アスレチックス          | 4-0                                   | ボストン・レッドソックス              |
| 1991 | アトランタ・ブレーブス                | 4-3                                   | ピッツバーグ・パイレーツ              |                                       | ミネソタ・ツインズ                    | 4-1                                   | トロント・ブルージェイズ              |
| 1992 | アトランタ・ブレーブス                | 4-3                                   | ピッツバーグ・パイレーツ              |                                       | トロント・ブルージェイズ              | 4-2                                   | オークランド・アスレチックス          |
| 1993 | フィラデルフィア・フィリーズ          | 4-2                                   | アトランタ・ブレーブス                |                                       | トロント・ブルージェイズ              | 4-2                                   | シカゴ・ホワイトソックス              |
| 1994 | 232日間に及ぶ長期ストライキのため中止 | 232日間に及ぶ長期ストライキのため中止 | 232日間に及ぶ長期ストライキのため中止 | 232日間に及ぶ長期ストライキのため中止 | 232日間に及ぶ長期ストライキのため中止 | 232日間に及ぶ長期ストライキのため中止 | 232日間に及ぶ長期ストライキのため中止 |
| 1995 | アトランタ・ブレーブス                | 4-0                                   | シンシナティ・レッズ                  |                                       | クリーブランド・インディアンス        | 4-2                                   | シアトル・マリナーズ                  |
| 1996 | アトランタ・ブレーブス                | 4-3                                   | セントルイス・カージナルス            |                                       | ニューヨーク・ヤンキース              | 4-1                                   | ボルチモア・オリオールズ              |
| 1997 | フロリダ・マーリンズ                  | 4-2                                   | アトランタ・ブレーブス                |                                       | クリーブランド・インディアンス        | 4-2                                   | ボルチモア・オリオールズ              |
| 1998 | サンディエゴ・パドレス                | 4-2                                   | アトランタ・ブレーブス                |                                       | ニューヨーク・ヤンキース              | 4-2                                   | クリーブランド・インディアンス        |
| 1999 | アトランタ・ブレーブス                | 4-2                                   | ニューヨーク・メッツ                  |                                       | ニューヨーク・ヤンキース              | 4-1                                   | ボストン・レッドソックス              |
| 2000 | ニューヨーク・メッツ                  | 4-1                                   | セントルイス・カージナルス            |                                       | ニューヨーク・ヤンキース              | 4-2                                   | シアトル・マリナーズ                  |
| 2001 | アリゾナ・ダイヤモンドバックス        | 4-1                                   | アトランタ・ブレーブス                |                                       | ニューヨーク・ヤンキース              | 4-1                                   | シアトル・マリナーズ                  |
| 2002 | サンフランシスコ・ジャイアンツ        | 4-1                                   | セントルイス・カージナルス            |                                       | アナハイム・エンゼルス                | 4-1                                   | ミネソタ・ツインズ                    |
| 2003 | フロリダ・マーリンズ                  | 4-3                                   | シカゴ・カブス                        |                                       | ニューヨーク・ヤンキース              | 4-3                                   | ボストン・レッドソックス              |
| 2004 | セントルイス・カージナルス            | 4-3                                   | ヒューストン・アストロズ              |                                       | ボストン・レッドソックス              | 4-3                                   | ニューヨーク・ヤンキース              |
| 2005 | ヒューストン・アストロズ              | 4-2                                   | セントルイス・カージナルス            |                                       | シカゴ・ホワイトソックス              | 4-1                                   | ロサンゼルス・エンゼルス              |
| 2006 | セントルイス・カージナルス            | 4-3                                   | ニューヨーク・メッツ                  |                                       | デトロイト・タイガース                | 4-0                                   | オークランド・アスレチックス          |
| 2007 | コロラド・ロッキーズ                  | 4-0                                   | アリゾナ・ダイヤモンドバックス        |                                       | ボストン・レッドソックス              | 4-3                                   | クリーブランド・インディアンス        |
| 2008 | フィラデルフィア・フィリーズ          | 4-1                                   | ロサンゼルス・ドジャース              |                                       | タンパベイ・レイズ                    | 4-3                                   | ボストン・レッドソックス              |
| 2009 | フィラデルフィア・フィリーズ          | 4-1                                   | ロサンゼルス・ドジャース              |                                       | ニューヨーク・ヤンキース              | 4-2                                   | ロサンゼルス・エンゼルス              |
| 2010 | サンフランシスコ・ジャイアンツ        | 4-2                                   | フィラデルフィア・フィリーズ          |                                       | テキサス・レンジャーズ                | 4-2                                   | ニューヨーク・ヤンキース              |
| 2011 | セントルイス・カージナルス            | 4-2                                   | ミルウォーキー・ブルワーズ            |                                       | テキサス・レンジャーズ                | 4-2                                   | デトロイト・タイガース                |
| 2012 | サンフランシスコ・ジャイアンツ        | 4-3                                   | セントルイス・カージナルス            |                                       | デトロイト・タイガース                | 4-0                                   | ニューヨーク・ヤンキース              |
| 2013 | セントルイス・カージナルス            | 4-2                                   | ロサンゼルス・ドジャース              |                                       | ボストン・レッドソックス              | 4-2                                   | デトロイト・タイガース                |
| 2014 | サンフランシスコ・ジャイアンツ        | 4-1                                   | セントルイス・カージナルス            |                                       | カンザスシティ・ロイヤルズ            | 4-0                                   | ボルチモア・オリオールズ              |
| 2015 | ニューヨーク・メッツ                  | 4-0                                   | シカゴ・カブス                        |                                       | カンザスシティ・ロイヤルズ            | 4-2                                   | トロント・ブルージェイズ              |
| 2016 | シカゴ・カブス                        | 4-2                                   | ロサンゼルス・ドジャース              |                                       | クリーブランド・インディアンス        | 4-1                                   | トロント・ブルージェイズ              |
| 2017 | ロサンゼルス・ドジャース              | 4-1                                   | シカゴ・カブス                        |                                       | ヒューストン・アストロズ              | 4-3                                   | ニューヨーク・ヤンキース              |
| 2018 | ロサンゼルス・ドジャース              | 4-3                                   | ミルウォーキー・ブルワーズ            |                                       | ボストン・レッドソックス              | 4-1                                   | ヒューストン・アストロズ              |
| 2019 | ワシントン・ナショナルズ              | 4-0                                   | セントルイス・カージナルス            |                                       | ヒューストン・アストロズ              | 4-2                                   | ニューヨーク・ヤンキース              |
| 2020 | ロサンゼルス・ドジャース              | 4-3                                   | アトランタ・ブレーブス                |                                       | タンパベイ・レイズ                    | 4-3                                   | ヒューストン・アストロズ              |
| 2021 | アトランタ・ブレーブス                | 4-2                                   | ロサンゼルス・ドジャース              |                                       | ヒューストン・アストロズ              | 4-2                                   | ボストン・レッドソックス              |
| 2022 | フィラデルフィア・フィリーズ          | 4-1                                   | サンディエゴ・パドレス                |                                       | ヒューストン・アストロズ              | 4-0                                   | ニューヨーク・ヤンキース              |
| 2023 | アリゾナ・ダイヤモンドバックス        | 4-3                                   | フィラデルフィア・フィリーズ          |                                       | テキサス・レンジャーズ                | 4-3                                   | ヒューストン・アストロズ              |
| 2024 | ロサンゼルス・ドジャース              | 4-2                                   | ニューヨーク・メッツ                  |                                       | ニューヨーク・ヤンキース              | 4-1                                   | クリーブランド・ガーディアンズ        |

## 1968年以前のリーグチャンピオンシップシリーズ
1968年までは2球団が同率で並んだ場合、アメリカンリーグは1回戦制、ナショナルリーグは3回戦制のプレーオフを実施していた。アメリカンリーグでは1948年に、ナショナルリーグでは1946年・1951年・1959年・1962年に実施された(厳密には1908年にも実施されたが、再試合の意味合いが強いためここでは除外)。この試合はレギュラーシーズンに加算されている。
| ナショナルリーグ | ナショナルリーグ               | ナショナルリーグ | ナショナルリーグ           |
| 年度             | 勝利チーム                     | 勝敗             | 敗戦チーム                 |
| ---------------- | ------------------------------ | ---------------- | -------------------------- |
| 1946年           | セントルイス・カージナルス     | 2-0              | ブルックリン・ドジャース   |
| 1951年           | ニューヨーク・ジャイアンツ     | 2-1              | ブルックリン・ドジャース   |
| 1959年           | ロサンゼルス・ドジャース       | 2-0              | ミルウォーキー・ブレーブス |
| 1962年           | サンフランシスコ・ジャイアンツ | 2-1              | ロサンゼルス・ドジャース   |
| アメリカンリーグ |                                |                  |                            |
| 年度             | 勝利チーム                     | スコア           | 敗戦チーム                 |
| 1948年           | クリーブランド・インディアンス | 8-3              | ボストン・レッドソックス   |

## 名場面等

### ナショナルリーグ
- 1951年：第3戦でボビー・トムソンが後にその一打が世界を変えた（"Shot heard 'round the world"）と呼ばれるようになるサヨナラ本塁打を放つ。
- 1973年：第3戦でバド・ハレルソンとピート・ローズが乱闘。
- 1981年：エクスポズがカナダに本拠地を置くチームとして初めてLCSに進出するが、最終第5戦で9回に決勝点を奪われ敗退。その後一度もポストシーズンに進出できないまま、2005年にワシントンD.C.へ移転する。
- 1983年：フィリーズが、レギュラーシーズンで1勝11敗と完敗していたドジャースを下す。
- 1985年：同年から7回戦制。カージナルスは2連敗の後4連勝。
- 1986年：第6戦は延長16回までもつれ、メッツが制してリーグ優勝を決めたが、MVPには敗れたアストロズのマイク・スコットが選ばれた。
- 1988年：圧倒的不利を予想されたドジャースがオーレル・ハーシュハイザーの力投で最終第7戦までもつれこんだシリーズを制する。
- 1989年：ウィル・クラークが満塁本塁打を含む打率.650のLCS記録をマーク。
- 1992年：1990年から3年連続でリーグチャンピオンシップシリーズへ進出したパイレーツだったがこの年も敗れ3年連続のNLCS敗退。パイレーツは翌シーズンから20年連続でレギュラーシーズン負け越しを記録するなどポストシーズンから遠ざかり、この年以降リーグチャンピオンシップシリーズへの進出が無い。
- 1997年：マーリンズが史上初めてワイルドカードからリーグ優勝。
- 1999年：第5戦は雨の中延長15回の熱戦となった。メッツのロビン・ベンチュラが「サヨナラ満塁本塁打」を打つが、ベンチを飛び出したチームメイトに囲まれ、ベンチュラは一塁を回ったところで進塁を止め、記録上シングルヒットとなった。「グランドスラム・シングル」として記憶に残る。
- 2001年：ダイヤモンドバックスが史上最速の球団創設4年目でリーグ優勝。
- 2003年：カブスが1945年以来58年ぶりのリーグ優勝に王手をかけ、第6戦も3-0とリードして8回まで進んだが、8回にマーリンズのルイス・カスティーヨが放ったファウルフライを捕球しようとしたカブスの左翼手モイセズ・アルーがカブスファンに妨害され（スティーブ・バートマン事件）、ファウルに。カブスはそこから8点を奪われて逆転負けを喫し、第7戦も敗れてワールドシリーズ進出を逃した（「ビリー・ゴートの呪い」）。
- 2004年：カージナルスのアルバート・プホルスがNLCS記録の14安打。
- 2007年：ロッキーズがディビジョンシリーズから7連勝でダイヤモンドバックスをスウィープ。レギュラーシーズン終盤から合わせて22試合中21勝の快進撃で、球団史上初のワールドシリーズ進出を果たす。
- 2014年：ジャイアンツが3勝1敗で迎えた第5戦でトラビス・イシカワがサヨナラ本塁打。NLCS最終戦がサヨナラ本塁打で決したのは初めて。
- 2015年：メッツがカブスをスウィープしてワールドシリーズへ進出。シリーズMVPを獲得したダニエル・マーフィーの苗字がビリー・ゴートの呪いの逸話に出るヤギと同名ということが話題となった[† 1]。
- 2016年：カブスが1945年以来71年ぶりのリーグ優勝でワールドシリーズへ進出。
- 2019年：エクスポズ時代の1981年以来のリーグチャンピオンシップシリーズ進出となったナショナルズがカージナルスを4戦スゥィープで下し、球団創設51年目で初めてワールドシリーズへ進出[† 2]。
- 2021年：前年は3勝1敗から3連敗を喫してワールドシリーズ進出を逃したブレーブスが、2年連続同じ相手となったドジャースに雪辱を果たして22年ぶりのワールドシリーズ進出。なお、5戦目までは前年と同じ星取りになっていた。
- 2022年：ワイルドカードが3枠に増えてポストシーズンのフォーマットが変更されたことでパドレスとフィリーズによるNLCS史上初のワイルドカード同士の対決。11年ぶりにポストシーズン進出を果たしたフィリーズがパドレスを下しワールドシリーズへ進出。前年のブレーブスに続き2年連続でシード最下位のチームがナショナルリーグを制覇した。
- 2023年：フィリーズとダイヤモンドバックスによる前年に続いてワイルドカード同士の対決。6年ぶりにポストシーズン進出を果たしたダイヤモンドバックスが2年連続のリーグ優勝を狙ったフィリーズを下しワールドシリーズへ進出。前年のフィリーズに続き3年連続でシード最下位のチームがナショナルリーグを制覇した。

### アメリカンリーグ
- 1970年：第1戦でオリオールズの先発投手マイク・クェイヤーが、現時点でLCS史上唯一の投手の満塁本塁打を記録。しかし途中降板し、チームは勝利したものの勝利投手になれず。
- 1976年：クリス・チャンブリスが最終第5戦にサヨナラ本塁打を放つ。
- 1977年：第4戦でロイヤルズのジョージ・ブレットが3本塁打。
- 1980年：ロイヤルズが1976年から3年連続で敗れていたヤンキースに雪辱を果たす。敗戦に怒ったヤンキースのオーナージョージ・スタインブレナーは終了後監督ディック・ハウザーを解任。ハウザーは翌年途中ロイヤルズの監督に就任し、後年チームを初のワールドチャンピオンに導く。
- 1982年：ブルワーズが2連敗から3連勝でリーグ優勝。MVPには敗れたエンゼルスのフレッド・リンが選ばれた。
- 1985年：同年から7回戦制となり、ブルージェイズは3勝1敗としながら3連敗し、カナダのチームとして初のリーグ優勝を逃す。
- 1986年：エンゼルスが3勝1敗と王手をかけ、第5戦も5-2で9回を迎える。9回に1点差に詰め寄られるが、後ストライク1つまで追い詰める。しかしデーブ・ヘンダーソンがリリーフのドニー・ムーアから2点本塁打を放ち逆転。延長戦の末敗れたエンゼルスは続く2戦で大敗し、ムーアはこのショックからスランプに陥り、3年後に拳銃自殺を遂げた。
- 1988年：アスレチックスが4連勝。デニス・エカーズリーは全4試合でセーブをあげMVP。
- 1989年：リッキー・ヘンダーソンが5試合で8盗塁のALCS記録でMVP。ホセ・カンセコはスカイドームの最上階に本塁打を放つ。
- 1992年：ブルージェイズがカナダのチームとして初のリーグ優勝。
- 1995年：ハーシュハイザーが史上初の両リーグでのリーグチャンピオンシップシリーズMVPを獲得。
- 1996年：第1戦の8回、ヤンキースのデレク・ジーターが放った飛球をトニー・タラスコ（後阪神タイガース）が捕球しようとしたところ、スタンドから手を伸ばした12歳の少年がキャッチして本塁打となる。同点に追いついたヤンキースが延長の末に勝利し、結局4勝1敗で15年ぶりのリーグ優勝。
- 2000年：第4戦でロジャー・クレメンスが1安打完封。第6戦でデビッド・ジャスティスがサヨナラ本塁打を放ち、リーグ3連覇。ワールドシリーズは1956年以来44年ぶりの「サブウェイ・シリーズ」となる。
- 2003年：3勝3敗で迎えた第7戦、レッドソックスはリードしながら追いつかれ、延長11回アーロン・ブーンのサヨナラ本塁打でヤンキースが勝つ。
- 2004年：前年と同じカードで、ヤンキースが3連勝したが、レッドソックスがデビッド・オルティーズの2試合連続サヨナラ本塁打等で4連勝。3連敗からの4連勝はワールドシリーズでも前例が無く、リーグチャンピオンシップシリーズのみならずメジャーリーグ全体でも史上初[† 3]。
- 2007年：レッドソックスが1勝3敗から3連勝して逆転。第7戦で松坂大輔が日本人投手としてポストシーズン初勝利を記録。
- 2008年：レイズが球団創設以来初のリーグ優勝。MVPにはマット・ガーザが選ばれた。
- 2010年：レンジャーズが球団創設50年目で初のリーグ優勝。
- 2013年：上原浩治が勝利に全て絡む1勝3セーブ6イニング9奪三振無失点を記録し、日本人として初めてMVPを獲得。
- 2014年：ロイヤルズがワイルドカードゲーム、ディビジョンシリーズを通じて無敗の8連勝でリーグ優勝。球団史上初のワールドチャンピオンに輝いた1985年以来のワールドシリーズ出場を決める。
- 2017年：アストロズがアメリカンリーグ所属となって初のリーグ優勝。MLBで史上初めてナショナル・アメリカンの両リーグからワールドシリーズへ出場したチームになった。
- 2019年：アストロズのホセ・アルトゥーベが最終第6戦でMLB史上5度目となるサヨナラ優勝決定本塁打を放ち、リーグチャンピオンシップシリーズMVPを獲得した。
- 2020年：3連勝で先に王手をかけながら3連敗で窮地に追い込まれたレイズだったが第7戦をランディ・アロサレーナの先制2ランホームランなどで勝利して12年ぶり2度目のリーグ優勝。アロサレーナは7試合で4本塁打・6打点を記録して、ルーキーの野手では史上初めてMVPに選出された。敗れたアストロズはレギュラーシーズン負け越しからのワールドシリーズ進出を逃した。
- 2022年：アストロズは6年連続でALCSに進出。この年はディビジョンシリーズから無傷の7連勝として、直近の6シーズンで4度目となるワールドシリーズ進出を決める。
- 2023年∶共にテキサス州に本拠地を置くレンジャーズ対アストロズの“ローンスターシリーズ”は、両チームともに相手本拠地で全ての勝利を挙げる展開となり、4勝3敗でレンジャーズが12年ぶりのワールドシリーズ進出を果たす。